# Eddy Ouwens

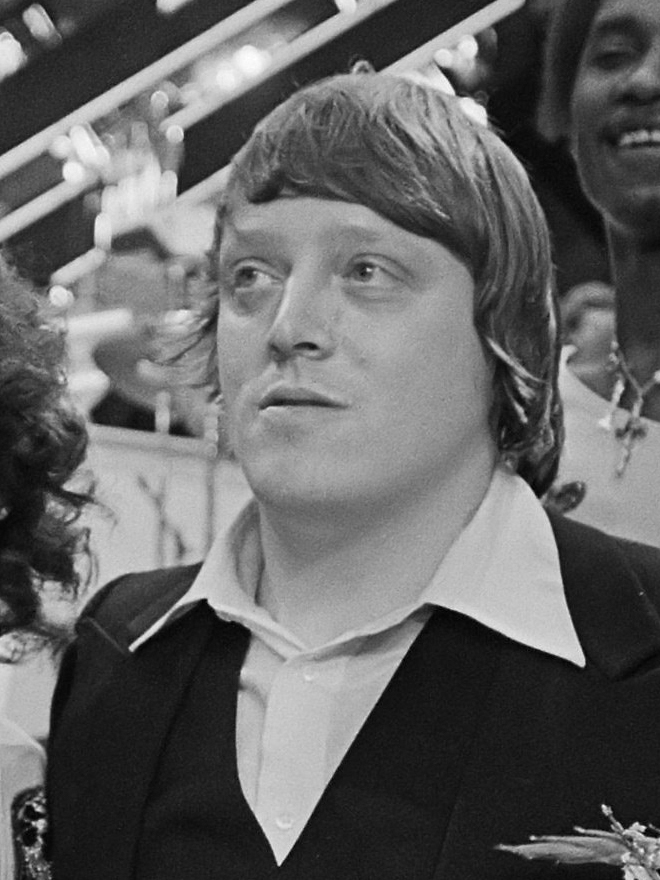
Eddy Ouwens

Eddy Ouwens alias Danny Mirror (* 30. Mai 1946 in Rotterdam) ist ein niederländischer Produzent und Songwriter. Zwei von ihm verfasste Lieder konnten bereits den Eurovision Song Contest gewinnen: Ding-a-dong 1975, präsentiert von der niederländischen Band Teach-In, und La det swinge 1985 mit der norwegischen Band Bobbysocks.

## Leben und Wirken
International bekannt wurde er – unter dem Pseudonym Danny Mirror – durch seinen Tributesong I Remember Elvis Presley, den er unmittelbar nach dem Tode des “King of Rock ’n’ Roll” aufnahm und herausbrachte. Die Single erreichte Platz eins in den Niederlanden, Platz zehn in Deutschland, Platz vier in Großbritannien und Platz 17 in Österreich. Einige Jahre später nahm er zusammen mit Elvis’ ehemaliger Vokalgruppe The Jordanaires eine Reihe von Elvis-Liedern auf und brachte sie 1981 als Boxset unter dem Titel 50 × The King – Elvis Presley’s Greatest Songs sowie eine Auswahl hieraus als Langspielplatte mit dem Titel 10 × The King auf den Markt.